# José Roosevelt
Pour les articles homonymes, voir Roosevelt.
 (octobre 2018).
Si vous disposez d'ouvrages ou d'articles de référence ou si vous connaissez des sites web de qualité traitant du thème abordé ici, merci de compléter l'article en donnant les références utiles à sa vérifiabilité et en les liant à la section « Notes et références ».
José Roosevelt, né  en 1958 à Rio de Janeiro, est un peintre et dessinateur brésilien vivant en Suisse.

## Biographie
Fasciné par l'art fantastique, la bande dessinée et le surréalisme, José Roosevelt peint ses premiers tableaux à l'huile à l'âge de 15 ans. C'est un autodidacte : il visite les musées et les galeries d'art et consulte constamment les livres sur l'histoire et la technique du dessin et de la peinture. Il expose son travail artistique pour la première fois en 1979 à Brasilia. Ses tableaux truffés de symboles sont profondément influencés par les œuvres de Jérôme Bosch et Salvador Dalí. À partir de l'année suivante, l'artiste se consacre entièrement à ses recherches et les expositions qui se succèdent voient se côtoyer des œuvres d'inspiration surréaliste et des paysages urbains hyper-réalistes.
Il réalise sa première bande dessinée, A Cidade, inspirée de la pièce État de Siège d'Albert Camus, entre 1983 et 1986. C'est une œuvre expérimentale, où il cherche son style et essaye les possibilités qu'offre ce moyen d'expression. Cet ouvrage, que l'artiste considère aujourd'hui comme un « péché de jeunesse », ne va être publié qu'en 1991, dans sa version française.
En 1987, Roosevelt est invité à exposer ses peintures et dessins à la Galerie Bleue d'Yverdon (Suisse). C'est l'occasion tant rêvée pour connaître l'Europe. Arrivé en janvier 1988 sur le continent, l'artiste ne reparti au Brésil que quatorze mois et trois autres expositions après. Pendant cette période, riche en voyages et découvertes, il rencontre celle qui deviendra sa femme.
Deux ans et demi après son arrivée en Suisse, Roosevelt s'y installe définitivement. Il expose son travail à Fribourg, Lausanne et Gruyères, ainsi qu'en diverses villes européennes. En plus de la peinture, Il pratique l'illustration : un jeu de cartes de tarot (accompagné de poèmes libres de Marie-Claire Dewarrat), des poèmes de Bernard Dimey (Les Péchés capitaux), des romans comme Alice au pays des merveilles et des affiches pour diverses manifestations culturelles.
1997 est l'année où la bande dessinée refait partie des activités artistiques de Roosevelt, et de façon capitale. C'est à cette année qu'il commence à écrire le récit de L'Horloge. Dans cet ouvrage, il crée un monde imaginaire qui ne se situe ni dans le temps ni dans l'espace connus, où les personnages fantastiques peuvent avoir des caractéristiques physiques animalières et où des coquillages géants volent dans le ciel ou servent d'habitation. L'un des personnages principaux, Juanalberto, possède une sympathique tête de canard: un hommage à Carl Barks, le père spirituel de Donald Duck. Roosevelt poursuit l'exploration de ce monde et de la vie de ses personnages avec La Table de Vénus et À l'ombre des coquillages, romans graphiques ambitieux, de plus de 150 pages, présentant souvent diverses réflexions sur l'art. Réaliste, son dessin peut s'accommoder de différentes techniques (plume, pinceau, lavis). Entre 2007 et 2019, il s'est consacré presque entièrement à la série CE, roman graphique fleuve de plus de 700 pages divisées en 13 volumes. Cet ouvrage, réflexion sur l'identité, la mémoire et l'inconscient, véritable « testament » de son auteur, est disponible en son intégralité dans un coffret depuis 2021.
En 2015 Roosevelt signe son dernier tableau à l'huile. Dès lors, la bande dessinée est devenue son activité principale, avec la série « Juanalberto Maître de l'Univers », où il continue d'explorer le monde merveilleux des images sorties de l'inconscient, comme il a toujours fait à travers son travail en peinture.

## Publications

### Bandes dessinées
Sauf mentions contraires, tous les titres sont publiés aux éditions du Canard.
- La Ville, 2Déci, 1991.
- L'Horloge (une réédition en deux volumes en bichromie est parue aux éditions du Canard en 2010 et 2011):

1. Tome 1, couleurs de Nolwenn Féliot, Paquet, 2000.
2. Tome 2, couleurs d'Isabelle Clévenot, Paquet, 2000.
3. Tome 3, couleurs d'Isabelle Clévenot, Paquet, 2001.

- La Table de Vénus, 2002[1].
- Derfal le magnifique, 2003 (deuxième version, en tri-chromie, 2012).
- À l'ombre des coquillages, La Boîte à Bulles, 2005.
- Juanalberto Dessinator, La Boîte à Bulles, 2006

- Little Juan in Sloganland / Canar & Pinpin,
  - 2007 (deuxième version: Little Juan in Sloganland, 2010).
- Juanalberto Dessinator II: Le Retour, 2008
- Alice, 2012
- Canar & Pinpin, sous le pseudonyme d'Otto, 2013
- Ce :

1. L'Immortel qui rêve, 2007.
2. L'Immeuble H, 2008.
3. Le Bal, 2009.
4. Le Silence, 2010.
5. La Reine de Cœur, 2011.
6. L'Histoire du soldat, 2012.
7. De l'autre côté du miroir, 2013.
8. Le paradis perdu, 2014
9. La clé, 2015
10. La chambre 29, 2016
11. La persistance de la mémoire, 2017
12. Le pays des merveilles, 2018
13. Acrostiche (dernier volume), 2019

- Juanalberto Maître de l'Univers, volume 1, 2020
- Juanalberto Maître de l'Univers, volume 2, 2021
- Coffret CE complet, 2021 (intégrale de la série CE + un album-bonus avec des dessins inédits, Variations)
- Juanalberto Maître de l'Univers, volume 3, 2022
- Caoutchouc Couinant Numéro Cinq (album collectif avec Krum et quatre illustrateurs), 2022
- Juanalberto Maître de l'Univers, volume 4, 2023
- Juanalberto Maître de l'Univers, volume 5, 2024
- Juanalberto et Halbran (recueil réunissant les albums "Juanalberto Dessinator", "Little Juan in Sloganland", "Juanalberto Dessinator II: le retour" et "Canar & Pinpin"), 2024

### Illustrations et peintures
- Le Tarot de Gruyères, accompagné de poèmes de Marie-Claire Dewarrat, Château de Gruyères, 1993.
- Le Dragon du Gottéron, roman de Hubert Audriaz et Jean-Daniel Biolaz, A.C.L.F., 1994.
- Roosevelt, dessins, Atelier JR, 1994.
- Pierre Moehr, roman d'Étienne Eggis, La Sarine / BCU, 1994.
- Le Zodiaque, jeu de carte et puzzle, Atelier JR/Château de Gruyères, 1996.
- Alice au pays des merveilles, roman de Lewis Carroll, Edito Service SA, 1996.
- Les Péchés Capitaux, textes d'Hubert Audriaz, poèmes de Bernard Dimey, A.C.L.F., 1996.
- Esquisses, Librairie Raspoutine, 2002.
- Dessins au crayon, Éditions du Canard/La Boîte à bulles, 2004.
- Illustrations, Éditions du Canard, 2007.
- La Galerie de Juanalberto, Éditions du Canard, 2008.
- Roosevelt (monographie contenant les peintures de 1977 à 2008), Éditions Brusen, 2010.
- Alice au musée (peintures et dessins), Éditions du Canard, 2014.
- L'Art de Ce, monographie, textes de Maël Rannou, Éditions du Canard, 2015.
- Le Tarot et autres dessins, Editions du Canard, 2016